# Myochamidae
Famille
Les Myochamidae sont une famille de mollusques bivalves appartenant à l'ordre des Pholadomyoida.

## Liste des genres
Selon World Register of Marine Species (1 décembre 2018) :
- genre Hunkydora C. A. Fleming, 1948
- genre Myadora Gray, 1840
- genre Myadoropsis Habe, 1960
- genre Myochama Stutchbury, 1830